# Magra
Magra – miejscowość (tätort) w Szwecji, w regionie administracyjnym (län) Västra Götaland, w gminie Alingsås.
Według danych Szwedzkiego Urzędu Statystycznego liczba ludności wyniosła: 208 (31 grudnia 2015), 212 (31 grudnia 2018) i 210 (31 grudnia 2019).